# Chase Championships 1996
Chase Championships 1996 — тенісний турнір, що проходив на закритих кортах з килимовим покриттям Медісон-сквер-гарден у Нью-Йорку (США). Це був 25-й завершальний турнір сезону в одиночному розряді, і 21-й - у парному. Проходив у рамках Туру WTA 1996. Тривав з 18 до 24 листопада 1996 року. Перша сіяна Штеффі Граф здобула титул в одиночному розряді, перемігши Мартіну Хінгіс у першому п'ятисетовому поєдинку серед жінок.

## Фінальна частина

### Одиночний розряд
Штеффі Граф —  Мартіна Хінгіс, 6–3, 4–6, 6–0, 4–6, 6–0.
- Для Граф це був 7-й титул в одиночному розряді за сезон і 102-й — за кар'єру.

### Парний розряд
Ліндсі Девенпорт /  Мері Джо Фернандес —  Яна Новотна /  Аранча Санчес Вікаріо, 6–3, 6–2.
- Для Девенпорт це був 8-й титул за сезон і 18-й — за кар'єру. Для Фернандес це був 5-й титул за сезон і 23-й — за кар'єру.